# EX塔

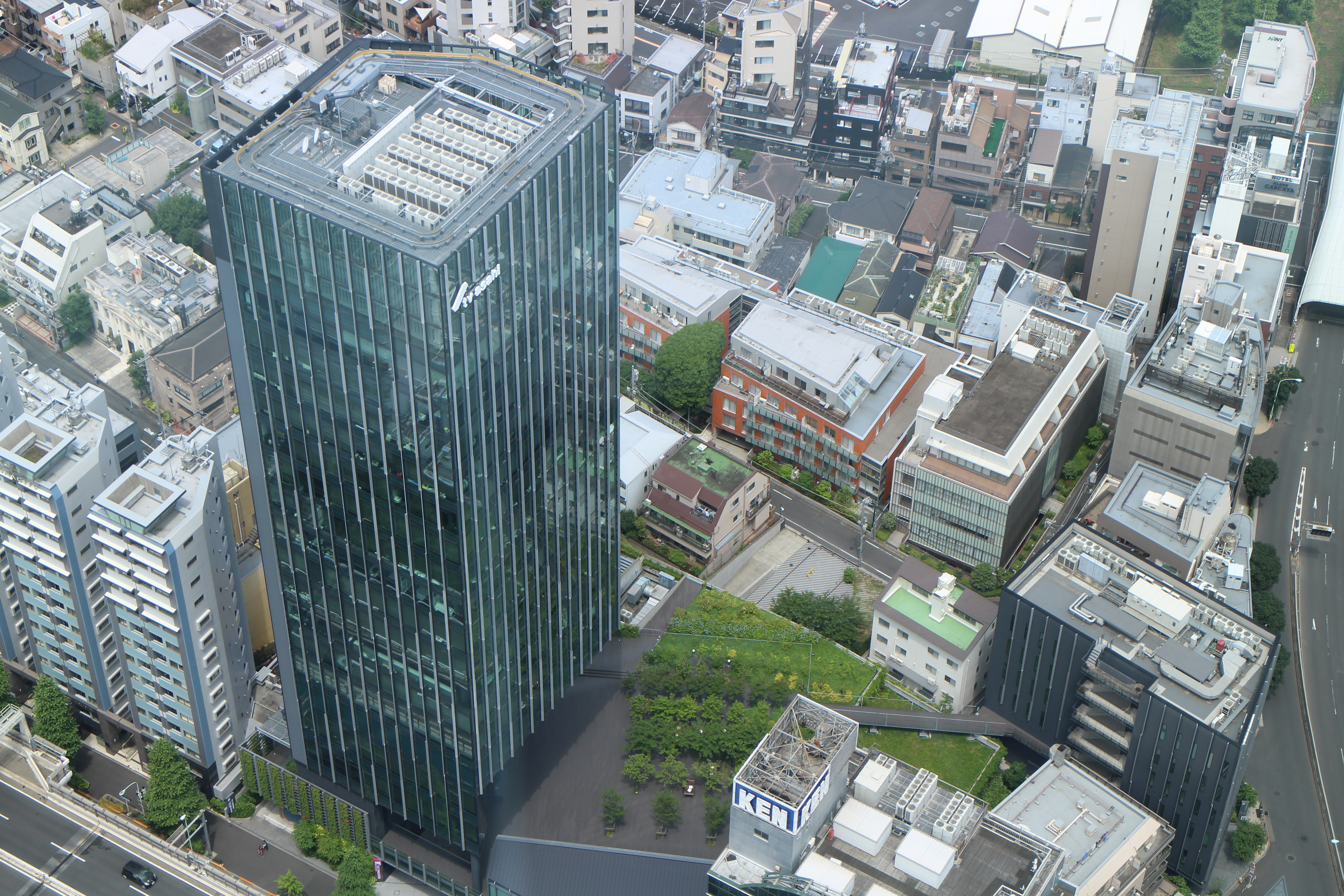
自六本木新城森大樓望EX塔

EX塔（日語：EXタワー）是位於日本東京都港區西麻布的一座建築。這座建築修建在六本木天然溫泉zaboo的舊址上。朝日電視台在2010年購買該地，進行重新開發。現朝日電視台部分子公司在此辦公。大廈高92米，地下3層至地上2層設有多功能音樂廳EX THEATER ROPPONGI。
35°39′41″N 139°43′38″E / 35.66147°N 139.72722°E